# Foissy-sur-Vanne
Foissy-sur-Vanne ist eine französische Gemeinde mit 286 Einwohnern (Stand 1. Januar 2022) im Département Yonne in der Region Bourgogne-Franche-Comté (vor 2016 Bourgogne). Sie ist Teil des Kantons Brienon-sur-Armançon. 

## Geografie
Foissy-sur-Vanne liegt etwa 17 Kilometer östlich von Sens und etwa 52 Kilometer westsüdwestlich von Troyes. Umgeben wird Foissy-sur-Vanne von den Nachbargemeinden Lailly im Norden und Nordosten, Molinons im Osten, Les Sièges im Süden, Les Vallées de la Vanne  im Südwesten sowie Les Clérimois im Westen.

## Bevölkerungsentwicklung
| Jahr                       | 1962 | 1968 | 1975 | 1982 | 1990 | 1999 | 2006 | 2013 |
| Einwohner                  | 297  | 351  | 346  | 305  | 248  | 249  | 281  | 315  |
| Quellen: Cassini und INSEE |      |      |      |      |      |      |      |      |

## Sehenswürdigkeiten
- Kirche Conversation-de Saint-Paul